# Diana García (Squashspielerin)
Diana Elisa García Fierro (* 21. Dezember 1992 in Mexiko-Stadt) ist eine mexikanische Squashspielerin.

## Karriere
Diana García begann ihre professionelle Karriere in der Saison 2011 auf der PSA World Tour und gewann auf dieser bislang fünf Titel. Ihre höchste Platzierung in der Weltrangliste erreichte sie mit Rang 70 im Oktober 2019. Mit der mexikanischen Nationalmannschaft nahm sie 2014 und 2016 an der Weltmeisterschaft teil.
2012 wurde sie Panamerikameister im Einzel und mit der Mannschaft. Sechs Jahre später belegte sie mit Alfredo Ávila Rang zwei im Mixed. Bei den Panamerikanischen Spielen gewann sie 2015 mit der Mannschaft die Bronzemedaille. Auch 2019 sicherte sie sich mit der Mannschaft Bronze und gewann darüber hinaus Silber im Mixed.
Insgesamt sechs Medaillen, davon drei Goldmedaillen, sicherte sie sich bei den Zentralamerika- und Karibikspielen.

## Erfolge
- Panamerikameister: 2012
- Panamerikameister mit der Mannschaft: 2012
- Vize-Panamerikameister im Mixed: 2018 (mit Alfredo Ávila)
- Gewonnene PSA-Titel: 5
- Panamerikanische Spiele: 1 × Silber (Mixed 2019), 2 × Bronze (Mannschaft 2015 und 2019)
- Zentralamerika- und Karibikspiele: 3 × Gold (Mixed 2018, Mannschaft 2014 und 2018), 2 × Silber (Einzel 2018, Mixed 2014), 1 × Bronze (Einzel 2014)